# イレジスティブル (戦艦)
|          |                                                                       |
| 艦歴     |                                                                       |
| 発注     | 1897年度計画                                                          |
| 起工     | 1898年4月11日                                                         |
| 進水     | 1898年12月15日                                                        |
| 就役     | 1902年2月4日                                                          |
| 退役     |                                                                       |
| その後   | 1915年3月18日戦没                                                     |
| 除籍     | 1915年3月18日                                                         |
| 性能諸元 |                                                                       |
| 排水量   | 14,685トン                                                            |
| 全長     | 411 ft（126 m）水線長 431 ft 9 in（131 m）全長                        |
| 全幅     | 75 ft（23 m）                                                         |
| 吃水     | 26 ft 9 in（8.2 m）                                                   |
| 機関     | 垂直三段膨張蒸気機関×2 2軸推進、15,500馬力（11.6 MW）                 |
| 最大速   | 18.0ノット（33 km/h）                                                 |
| 航続距離 | 5,500 カイリ、10ノット（18 km/h）時                                   |
| 乗員     | 780名                                                                 |
| 兵装     | 連装305mm砲×2 152mm砲×12 76mm砲×16 47mm砲×6 機銃2基 457mm魚雷発射管×4 |

イレジスティブル（HMS Irresistible）はイギリス海軍の前弩級戦艦。フォーミダブル級。

## 艦歴
1914年8月の第一次世界大戦勃発時、イレジスティブルの所属していた第5戦艦戦隊はポートランドを基地としており、海峡艦隊に属してイギリス海峡の哨戒任務についていた。1914年8月25日、イレジスティブルはポーツマス海兵大隊のベルギー、オーステンデへの上陸とその後の占領を支援した。
1914年の10月と11月は、イレジスティブルは一時的にドーバー・パトロールに配属された。イレジスティブルの任務は、前線で戦う連合国軍の支援としてベルギー沿岸のドイツ軍を砲撃することなどであった。1914年11月3日、イレジスティブルはゴーレストン襲撃の際にイーストコースト・パトロールの支援に当てられた。1914年11月後半、イレジスティブルは海峡艦隊に戻った。
1914年11月14日、第5戦艦戦隊は予想されるドイツ軍の侵攻に備えてシアネスに移された。1914年12月30日、第5戦艦戦隊はポートランドに戻った。
1915年1月1日、イレジスティブルはダーダネルス海峡に派遣された。そこで、1915年3月までイギリスのダーダネルス戦隊旗艦を務めた。イレジスティブルはダーダネルス海峡の入り口を守るオスマン帝国の要塞に対する砲撃に1915年2月18日と2月19日に参加した。また、それより後の要塞砲撃にも参加している。1915年2月25日には最初の上陸を支援すると共にオルカニエ要塞の2門の9.4インチ砲を撃破した。
1915年3月初旬、イレジスティブルは再び上陸支援に当たった。
1915年3月18日、イレジスティブルは海峡内の要塞に対する砲撃に参加した。現地時間の16時16分頃、Erenkui湾でイレジスティブルはトルコ軍の機雷に触れ大きく損傷した。右舷の機関室が急速に浸水し、3人を除きそこにいた乗員はすべて死亡した。次いで艦中央の隔壁が崩壊し、左舷の機関室も浸水した。これによりイレジスティブルは動力を失った。イレジスティブルはトルコ軍の砲の射程内を漂い、激しい砲撃を受けた。
艦長とわずかな志願者を除いて、乗員は駆逐艦ウェアに移り、そこからさらに戦艦クイーン・エリザベスに移された。戦艦オーシャンがイレジスティブルの曳航に向かったが一時座礁し、イレジスティブルは岸の近くを漂い続けていた。傾斜と激しい敵の砲撃および浅い水深のためにイレジスティブルの曳航は不可能であることがわかり、オーシャンが艦に残っていた乗組員を救助し、艦は放棄された。撤退中のオーシャンも触雷し、22時30分頃に沈没した。
同日夕方、駆逐艦ジェドが2隻の戦艦を魚雷で処分するために海峡内に入ったが何も発見できなかった。トルコ側の報告によると、放棄されたイレジスティブルはより岸の近くへ漂流し砲撃によってさらに損害を受けて19時30分頃沈没した。
イレジスティブル沈没による死傷者は約150人であった。